# Igors Rausis

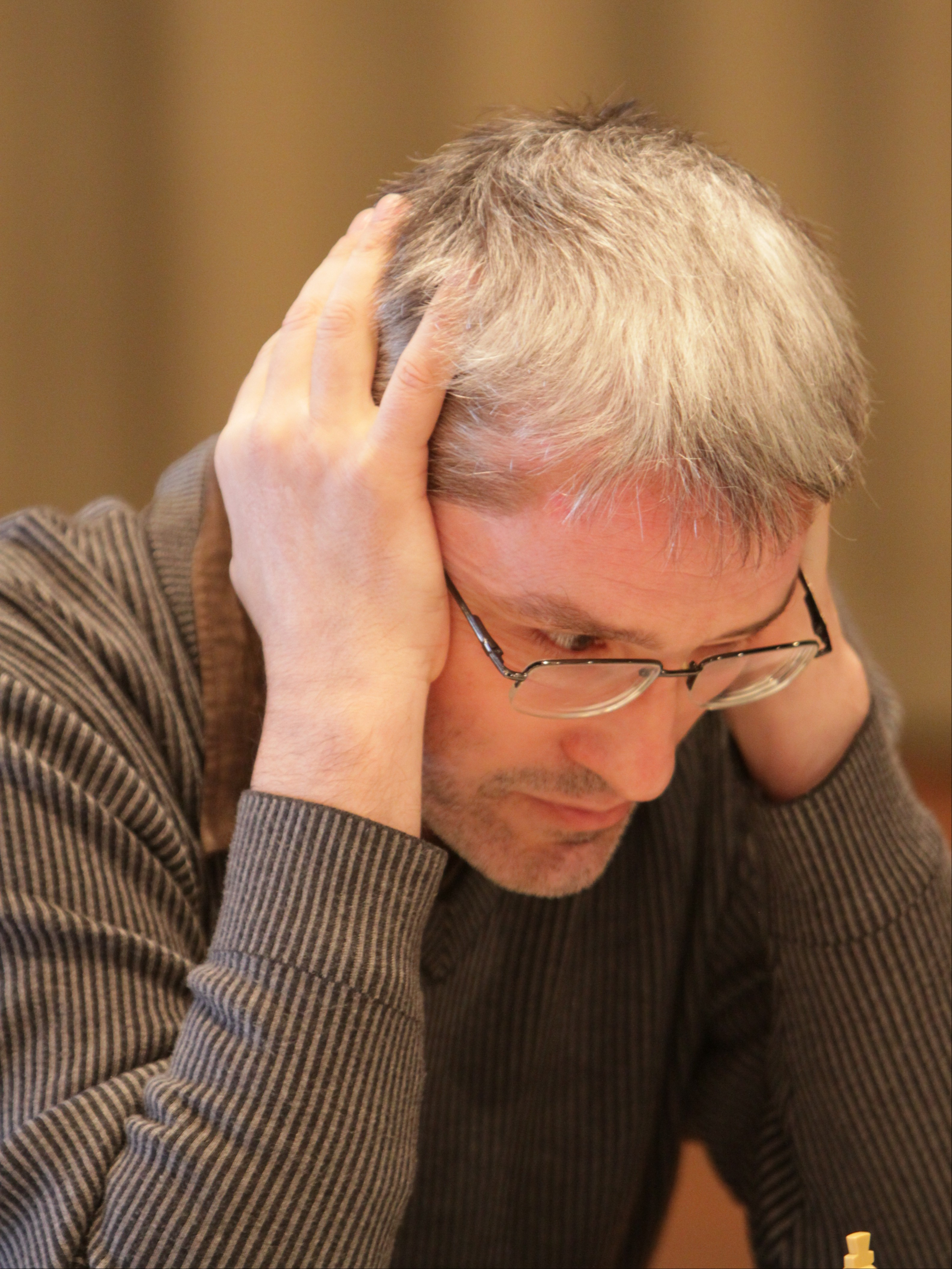
Igors Rausis

Igors Rausis (Kommunarsk, 7 april 1961 – 28 maart 2024) was een Letse schaker. Hij werd in 1992 grootmeester (GM). In 1995 was hij kampioen van Letland.
Hij kwam uit voor Bangladesh, van 2003 tot 2007, toen hij overstapte naar Tsjechië. In juli 2019 werd Rausis betrapt op valsspelen bij een toernooi in Straatsburg. De Tsjechische Schaakfederatie zegde zijn lidmaatschap op en de FIDE nam hem zijn grootmeestertitel af en schorste hem voor zes jaar. Vóór deze gebeurtenis was hij de oudste speler in de FIDE top 100.

## Schaakcarrière
Rausis won in 1995 het kampioenschap van Letland. In drie Schaakolympiades maakte hij deel uit van het team van Letland:
- in 1996, aan bord 2, in de 32e Schaakolympiade in Jerevan (+2−2=8)
- in 1998, aan bord 3, in de 33e Schaakolympiade in Elista (+2−2=8)
- in 2002, aan bord 2, in de 35e Schaakolympiade in Bled (+1−1=1)

In 1993 speelde hij voor Letland in het Wereldkampioenschap schaken voor landenteams in Luzern, aan het eerste reservebord (+0−2=2).
Rausis was ook actief als trainer. Hij coachte het damesteam van Letland bij de 31e Schaakolympiade in 1994, hij coachte het team van Bangladesh bij de 34e Schaakolympiade in 2000, in 2002, in 2008 en in 2018. Hij coachte het team van Algerije bij de 39e Schaakolympiade (2010), en het team van Jersey bij de 40e (2012) en de 41e Schaakolympiade (2014). In 2018 ontvind hij de titel "FIDE Trainer".

## Beëindiging schaakcarrière
In juli 2019 werd Rausis betrapt op valsspelen op het Straatsburg Open, gebruik makend van een mobiele telefoon op het toilet. Hij bekende het valsspelen en verklaarde zich per direct terug te trekken uit de schaaksport. Voorafgaand aan het incident, waren er al langer verdenkingen tegen Rausis. De secretaris van de FIDE Fair Play Commission, Yuri Garrett, meldde op Facebook dat deze commissie al maanden Rausis in de gaten hield, op basis van statistische inzichten van Ken Regan. Op 5 december 2019 schorste de Ethische Commissie van de FIDE Rausis voor 6 jaar van alle schaaktoernooien die een FIDE-rating hebben, en nam hem formeel zijn grootmeestertitel af.
In oktober 2020 speelde hij onder de naam Isa Kasimi in een niet voor Elo-verwerking aangemeld snelschaak-toernooi in Valka. Hij werd daar herkend door GM Arturs Neikšāns uit Letland en verliet na diens protest vrijwillig het toernooi.

## Persoonlijk leven
Hij was gehuwd met Olita Rause uit Letland, een grootmeester bij de vrouwen (WGM); met haar heeft hij twee dochters.
In 2003 waren er beschuldigingen dat hij "zo nu dan" zijn vrouw hielp tijdens correspondentieschaak-toernooien.
Rausis overleed op 28 maart 2024 op 62-jarige leeftijd.